# 다영
다영(본명: 임다영, 1999년 5월 14일~)은 대한민국의 걸 그룹 우주소녀의 리드보컬과 우주소녀 쪼꼬미 멤버를 맡고 있다.

## 학력
- 남광초등학교 졸업
- 방배중학교 졸업
- 서울공연예술고등학교 실용음악과 졸업

## 음악 작품

### OST
- 2020년 《어서와 OST Part 1》 - 어마어마 (with 엑시)

## 음반 외 활동

### 드라마
- 카카오TV 오리지널 드라마 《연애혁명》

- 여신강림 (드라마) 채니 역 (특별 출연)

### 예능
- MBC 《미스터리 음악쇼 복면가왕》- 가왕, 5연승? 풀 뜯어 먹는 소리 하고 있네! 브라키오사우루스 (참가자 및 우승)
- KBS2 《배틀트립2》- 게스트 (2023년 4월 15일 MZ 수학여행특집)
- SBS 《골 때리는 그녀들》- FC 탑걸 선수